# Station Issoire
Station Issoire is een spoorwegstation in de Franse gemeente Issoire. Het station werd geopend in 1855.